# Teudis gastrotaeniatus
Teudis gastrotaeniatus är en spindelart som beskrevs av Cândido Firmino de Mello-Leitão 1944. 
Teudis gastrotaeniatus ingår i släktet Teudis och familjen spökspindlar. Inga underarter finns listade i Catalogue of Life.